# Natica bougei
Natica bougei är en snäckart. Natica bougei ingår i släktet Natica och familjen borrsnäckor. Inga underarter finns listade i Catalogue of Life.